# Miradouro do Salto do Cavalo

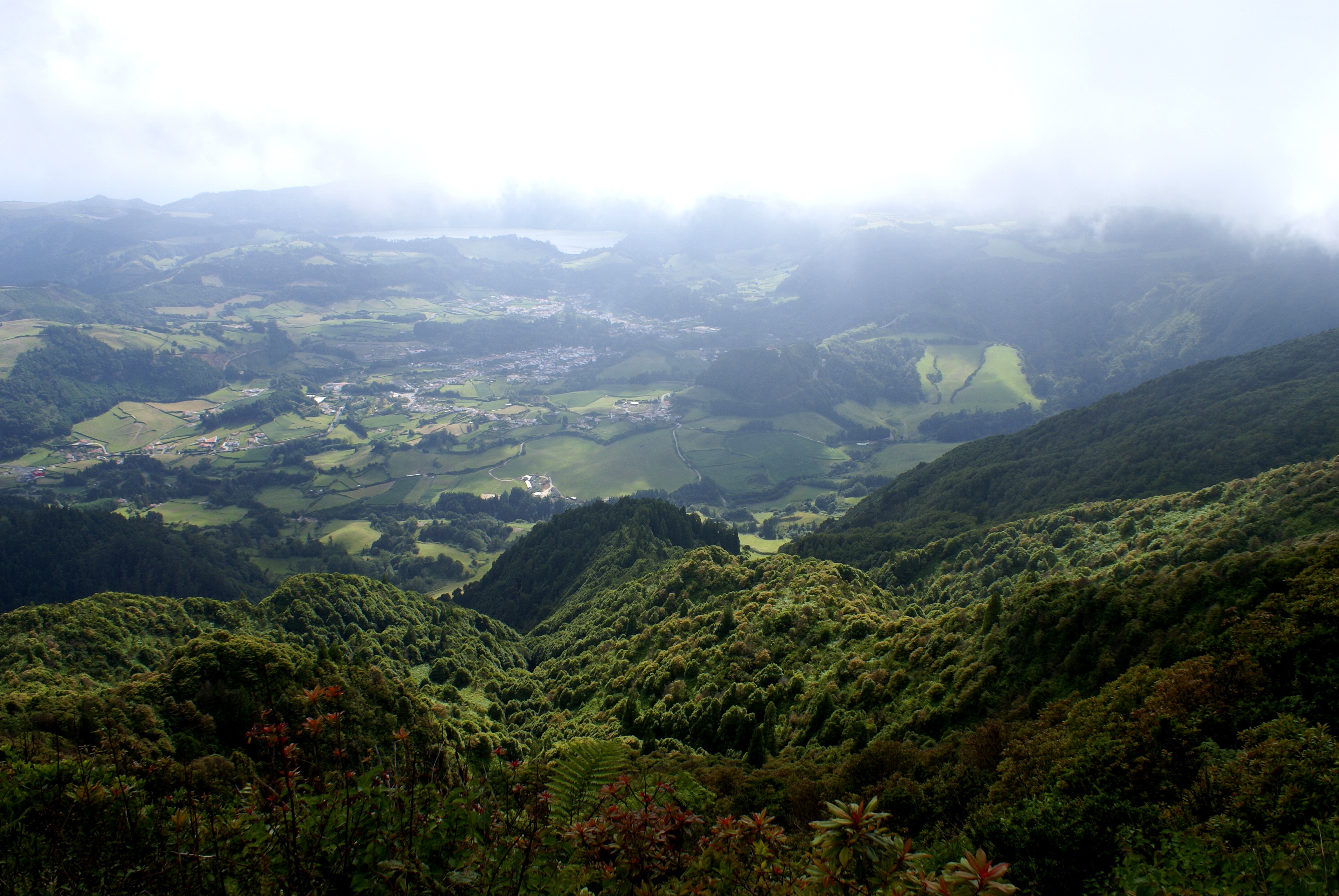
Miradouro do Salto do Cavalo.

O Miradouro do Salto do Cavalo é um miradouro português localizado no concelho de Nordeste, freguesia da Salga, ilha de São Miguel.
Este miradouro localiza-se no Pico do Salto do Cavalo a cerca de 760 metros de altitude e oferece uma vasta vista que se estende sobre o Vale da Povoação e a suas sete lombas. Ao longe tem o mar a preencher a paisagem que se estende até ao horizonte.